# Automolis venosa
Automolis venosa là một loài bướm đêm thuộc phân họ Arctiinae, họ Erebidae.